# Коротковский, Альберт Эдуардович
Альберт Эдуардович Коротковский (25 октября 1929 — 2 марта 1990) — архитектор и педагог. Кандидат технических наук, профессор. Ректор Свердловского архитектурного института в 1982—1987 годах.

## Биография
Родился 25 октября 1929 года в городе Новокузнецке Кемеровской области.
В 1953 году окончил архитектурное отделение строительного факультета Уральского политехнического института им. С. М. Кирова (УПИ), и в 1960 году — аспирантуру при кафедре архитектуры УПИ.
В 1953—1956 годах — на работе в институте «УралпромстройНИИпроект», в 1957—1960 годах — в Центральном научно-исследовательском институте промышленности строительных материалов Академии строительства и архитектуры.
После защиты кандидатской диссертации в 1963 году работал на кафедре архитектуры в УПИ. В 1964—1966 годах читал лекции по архитектуре в Рангунском технологическом институте в Бирме, также принимал участие в проектировании архитектурных объектов. Конкурсная работа — здание Дворца культуры студентов Рангунского университета, в 1965 году был принят за основу для дальнейшей разработки.
С 1967 года — доцент, декан, заведующий кафедрой основ архитектурного проектирования (ОАП) в Уральском филиале Московского архитектурного института (ныне — Уральский государственный архитектурно-художественный университет). Филиал был организован профессором Н. С. Алфёровым, А. Э. Коротковский стал его первым помощником и близким соратником.
В новом институте организовал кафедру основ архитектурного проектирования, где преподавались основы архитектурной композиции. На этой кафедре сосредоточились преподаватели по градостроительству и истории архитектуры.
В 1972—1983 годах — проректор по учебной работе, заведующий кафедрой ОАП в Свердловском архитектурном институте (САИ). В 1982—1987 годах — ректор Свердловского архитектурного института.
В 1987 году по состоянию здоровья покинул должность ректора и начал работу профессором-консультантом на кафедре ОАП.
Был учёным наставником А. А. Старикова, ректора Уральского государственного архитектурно-художественного университета.

### Признание
Член Союза архитекторов с 1967 года. Заслуженный архитектор РСФСР. Награждён орденом Трудового Красного Знамени.